# 城关街道 (东明县)
城关街道，是中华人民共和国山東省菏泽市东明县下辖的一个乡镇级行政单位。

## 行政区划
城关街道下辖以下地区：
北关社区、西门社区、西关社区、南关社区、东关社区、东城社区、南华社区、雷庄村、刘墙村、黄军营村、梁庄村、王寨村、崔寨村、郝寨村、刘坟村、朱口村、野鸡营村、刘庄村、崔街村、李街村、刘街村、阮寨村、白寨村、辛庄村、段庄村、东吴庄村、江庄村、东三里村、西袁旗营村、东袁旗营村、北袁旗营村、东赵管营村、西赵管营村和沈庄村。